# Alexandre Alexeïeff
Pour les articles homonymes, voir Alekseïev.
Alexandre Alexeïeff (en russe : Александр Александрович Алексеев), né le 18 avril 1901 à Kazan (Empire russe) et mort le 9 août 1982 dans le 14e arrondissement de Paris, est un graveur, illustrateur et réalisateur de films d'animation français d'origine russe. Il est l'inventeur, avec Claire Parker, de l'écran d'épingles qui permet d'animer des images au rendu proche de la gravure en aquatinte.

## Biographie
Alexandre Alexeïeff passe son enfance à Constantinople, où son père est attaché militaire, et entre au corps des cadets de la Marine à Saint-Pétersbourg en 1907.
En 1921, il quitte la Russie pour la France, où il commence son métier d'illustrateur (affiches pour The Night Scotman, London and North Eastern Railway, L.N.E.R.) et de réalisateur de films d'animation. Il travaille notamment, en 1924, pour les Ballets suédois de Rolf de Maré.
Il se marie une première fois en Russie avec l'actrice Alexandra Grinevsky (1899-1976), avec laquelle il a une fille en 1923, l'artiste Svetlana Alexeieff-Rockwell. Son épouse travaille la gravure avec lui jusqu'en 1939, dans l'atelier qui les réunit avec Claire Parker et Étienne Raïk. Après leur divorce en 1941, Alexeïeff épouse Claire Parker, une riche étudiante en arts américaine qui habite à Paris et qu'il avait rencontrée vers 1930.

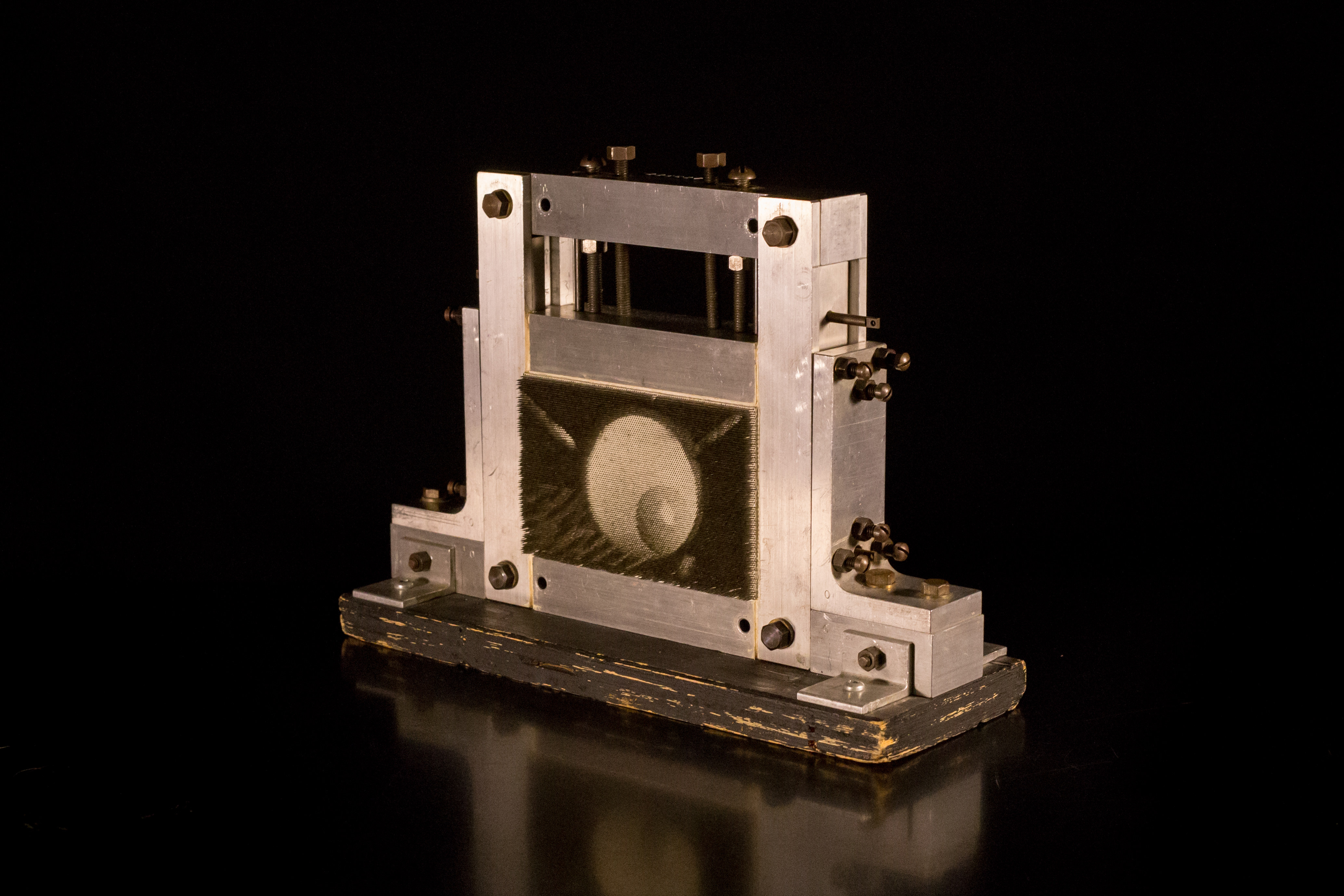
Écran d'épingles Baby Screen.

Il invente, avec Claire Parker, l'écran d'épingles entre 1931 et 1933. Dans sa version la plus élaborée, c'est un écran composé de centaines de milliers de petits tubes blancs maintenus par pression à l'intérieur d'un cadre. À travers ces tubes, des épingles noires affleurent à la surface de cet écran. En étant plus ou moins enfoncées et éclairées latéralement, elles permettent de créer des ombres portées sur la surface blanche de l'écran. Cette trame d'épingles, par effet de gris optique, peut ainsi créer une gamme de dégradés du blanc au noir, donnant à l'image animée l'aspect d'une gravure à l'aquatinte ou à la manière noire.
Le procédé est utilisé pour la première fois pour animer son court-métrage Une nuit sur le mont Chauve (1933), basé sur la composition musicale éponyme de Modeste Moussorgski.
Outre ses courts-métrages, Alexeïeff a animé de nombreuses publicités, notamment pour les biscuits Brun, Monsavon, Esso, ou Renault. Au fil de sa carrière cinématographique, la force d'invention expérimentale de ses films publicitaires prend progressivement le pas sur celle de ses films de court-métrage.
Il est présent en 1956 à Cannes à la réunion des réalisateurs par laquelle débute la construction d'une culture de l'animation.
Dans un film documentaire de 1973, Alexandre Alexeïeff et Claire Parker exécutent une démonstration de leur écran d'épingles devant les animateurs de l'Office national du film du Canada.

## Ouvrages illustrés par Alexandre Alexeïeff
- Philippe Soupault, Guillaume Apollinaire ou les reflets de l'incendie, Le Cahiers du Sud, 1926. 1 xylographie.
- Jean Giraudoux, La Pharmacienne, Éditions des Cahiers libres, 1926. 7 bois gravés et la couverture.
- Jean Genbach, L'Abbé de l'abbaye, poèmes supernaturalistes, Editions La Tour d'Ivoire, 1927. 16 bois gravés.
- Louis Hémon, Maria Chapdelaine, Editions du Polygone, 1927. 25 lithographies, la couverture et les lettrines.
- Nicolas Gogol, Journal d'un fou, Editions de la Pléiade / Schiffrin, 1927. 21 aquatintes, eaux-fortes et burins.
- André Maurois, Voyage au pays des Articoles, Editions de la Pléiade / Schiffrin, 1927. 15 aquatintes et eaux-fortes, 8 bois et la couverture.
- André Maurois, Les Anglais, Éditions des Cahiers libres, 1927. Portrait en frontispice.
- William Blake, Chants d'innocence et d'expérience, Éditions des Cahiers libres, 1927. Portrait en frontispice.
- Guillaume Apollinaire, Les Épingles, avec une introduction de Philippe Soupault, Éditions des Cahiers libres, 1928. Portrait en frontispice.
- Philippe Soupault, Le Roi de la Vie, Éditions des Cahiers libres, 1928. Portrait en frontispice.
- Jean Giraudoux, Marche vers Clermont, Éditions des Cahiers libres, 1928. Portrait en frontispice.
- Jean Giraudoux, Siegfried et le Limousin, Aux Aldes / Grasset, 1928. 27 lithographies.
- Alexandre Pouckine, La Dame de pique, Pouterman, 1928. 14 bois gravés, le frontispice et la couverture.
- Joseph Kessel, Les Nuits de Sibérie, Flammarion, 1928. 6 eaux-fortes.
- Paul Morand, Bouddha vivant, Grasset, 1928. 14 aquatintes et eaux-fortes, et la couverture.
- Julien Green, Mont-Cinère, Plon l'Abeille garance, 1928. 1 frontispice à l'eau-forte.
- Julien Green, Adrienne Mesurat, Les Exemplaires, 1929. 51 aquatintes et eaux-fortes.
- Edgar-Allan Poe, Colloque entre Monos et Una, Orion, 1929. 10 aquatintes et eaux-fortes, 1 frontispice.
- Edgar-Allan Poe, La Chute de la maison Usher, Orion, 1929. 9 eaux-fortes, 1 frontispice.
- Emmanuel Bove, Une Fugue, Editions de la Belle page, 1929. Lithographie en frontispice.
- Fiodor Dostoïevski, Les Frères Karamazov, Editions de la Pléiade / Schiffrin, 1929. 3 volumes, 100 lithographies.
- Alexandre Pouckine, Les récits de feu Ivan Petrovitch Bielkine, A.A.M. Stols, 1930. 6 eaux-fortes.
- Léon-Paul Fargue, Poèmes, Librairie Gallimard NRF, 1931. 37 eaux-fortes et 1 frontispice.
- Alain-Fournier, Le Grand Meaulnes, Editions de Cluny, 1931. Frontispice à l'eau forte.
- Charles Baudelaire, Petits poèmes en prose, Société du livre d'art, 1934. 32 aquatintes, 1 frontispice, 1 cul-de-lampe.
- Hans-Christian Andersen, Images de la Lune, Vues par Pierre Mac Orlan (Préface), Marcel Belvianes, (Texte), Maximilien Vox, 1942. 30 eaux-fortes.
- Philippe Soupault, Journal d'un fantôme, Les Editions du Point du Jour, 1946. 1 illustration.
- Philippe Soupault, Message de l'île déserte, A.A.M. Stols, 1947. 1 frontispice.
- Philippe Soupault, Le Chant du Prince Igor, Paul Eynard / Rolle, 1950. 16 eaux-fortes et aquatintes.
- Gustave Flaubert, Premières lettres à L.C., Les Impénitents, 1957. 1 frontispice.
- Boris Pasternak, Le Docteur Jivago, NRF Gallimard, 1959. Très nombreuses illustrations.
- Ernst Theodor Amadeus Hoffmann, Contes, Club du Livre, 1960. 20 aquatintes et eaux-fortes.
- André Malraux, La Tentation de l'Occident, La Voie royale, La Condition humaine, Gallimard, "La Gerbe illustrée", t. I et II, 1970.
- Léon Tolstoï, Anna Karénine, Nicaise, 1997. 120 eaux-fortes et aquatintes, version sans texte.
- Miguel de Cervantès, L'Ingénieux Hidalgo Don Quichotte de la Manche, éditions des Syrtes, 2012. 115 illustrations.
- André Malraux, La Condition humaine, arenella Editions, Fontenay-aux-Roses,2013. 36 aquatintes originales.

## Filmographie

### Courts-métrages
- 1933 : Une nuit sur le mont Chauve
- 1944 : En passant, épisode du film collectif Chants populaires nº5
- 1962 : Before The Law – séquence d'ouverture du Procès d'Orson Welles
- 1963 : Le Nez, d'après la nouvelle homonyme de Gogol
- 1972 : Tableaux d'une exposition (ru) coréalisé avec Claire Parker
- 1980 : Trois thèmes

### Films publicitaires
- La belle au bois dormant (Vins Nicolas) (1935)
- 2 amies de votre beauté (Crème Simon) (1936)
- Naissance de Vénus (Crème Simon) (1936)
- Le trône de France (Meubles Lévitan) (1936)
- Opta Empfängt (Radio Loewe) (1936)
- Parade des Sools (Chapeaux Sools) (1936)
- Une Fête en Savoie (Eau Évian) (1937)
- Tiré à 4 épingles (Vêtements Sigrand) (1937)
- Langage des cartes (Crème Simon) (1937)
- Étoiles nouvelles (Cigarettes Davros) (1937)
- De l'or (Huile Huilor) (1938)
- Grands feux (Appareils de chauffage et de cuisine Arthur Martin) (1938)
- Palette d'artiste (Revêtement de sol Balatum) (1938)
- Emballages Cenpa (1939)
- Étude sur l'harmonie des lignes (Gaines J Roussel) (1939)
- Orange de Jaffa (1939)
- Fumées (Fleur de Tabac Vander Elst) (1952)
- Nocturne (Couverture Ultra Thermo) (1954)
- Pure beauté (Savon Monsavon) (1954)
- Les rimes (Biscuits Brun et Pâtes La Lune) (1954)
- Masques (Cigarettes Belga) (1955)
- La sève de la terre (Esso) (1955)
- Bain d'X  (Machine à laver Bendix) (1956)
- Ampoules Osram (1956)
- 4 temps (Tissus Blizzand) (1956)
- Cocinor (Distributeur de films) (1957)
- 100 % (Café Nescafé) (1957)
- Constance (Plix Durable) (1957)
- Anonyme (Savon Monsavon) (1958)
- Automation (Voiture Renault) (1960)
- Divertissement (Cigarettes Gitanes et Gauloises Disque Bleu) (1961)
- L'eau (Eau Évian) (1964)